# Plethodon sequoyah
Espèce
Statut de conservation UICN

 DD  : Données insuffisantes
Plethodon sequoyah est une espèce d'urodèles de la famille des Plethodontidae.

## Répartition
Cette espèce est endémique d'Oklahoma aux États-Unis. Elle se rencontre dans le comté de McCurtain.

## Étymologie
Cette espèce est nommée en l'honneur de George Gist Sequoyah.

## Publication originale
- Highton, Maha & Maxson, 1989 : Biochemical evolution in the Slimy Salamanders of the Plethodon glutinosus complex in the eastern United States. Illinois Biological Monographs, vol. 57, p. 1-153 (texte intégral).